# Midden-Delfland
Midden-Delfland es un municipio de la Provincia de Holanda Meridional, al oeste de los Países Bajos, creado el 1 de enero de 2004 por la fusión de dos antiguos municipios: Maasland y Schipluiden, y una pequeña parte del antiguo municipio De Lier.

## Galeria

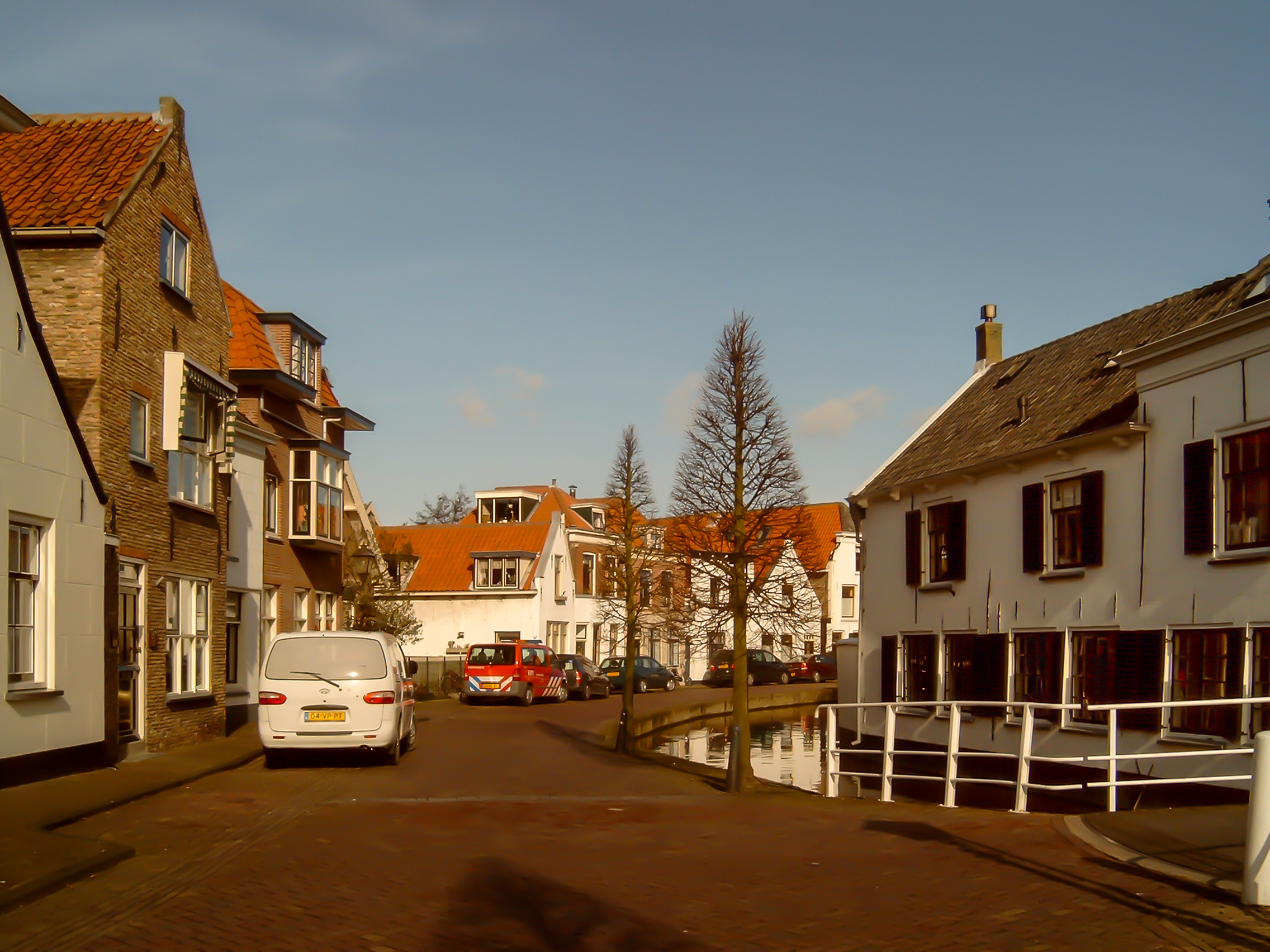
Maasland, la vista de la calle
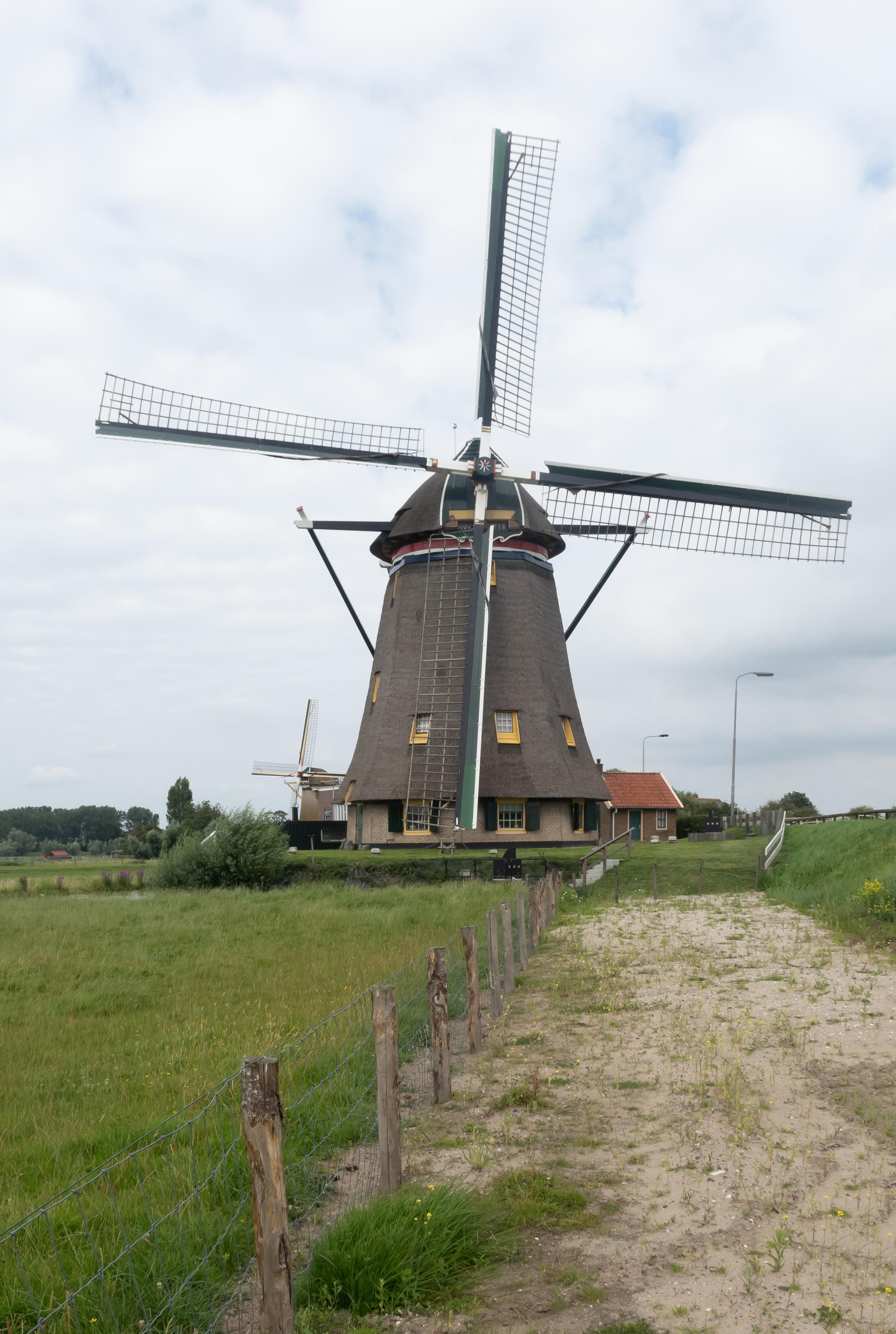
Maasland, el molino: Dijkmolen
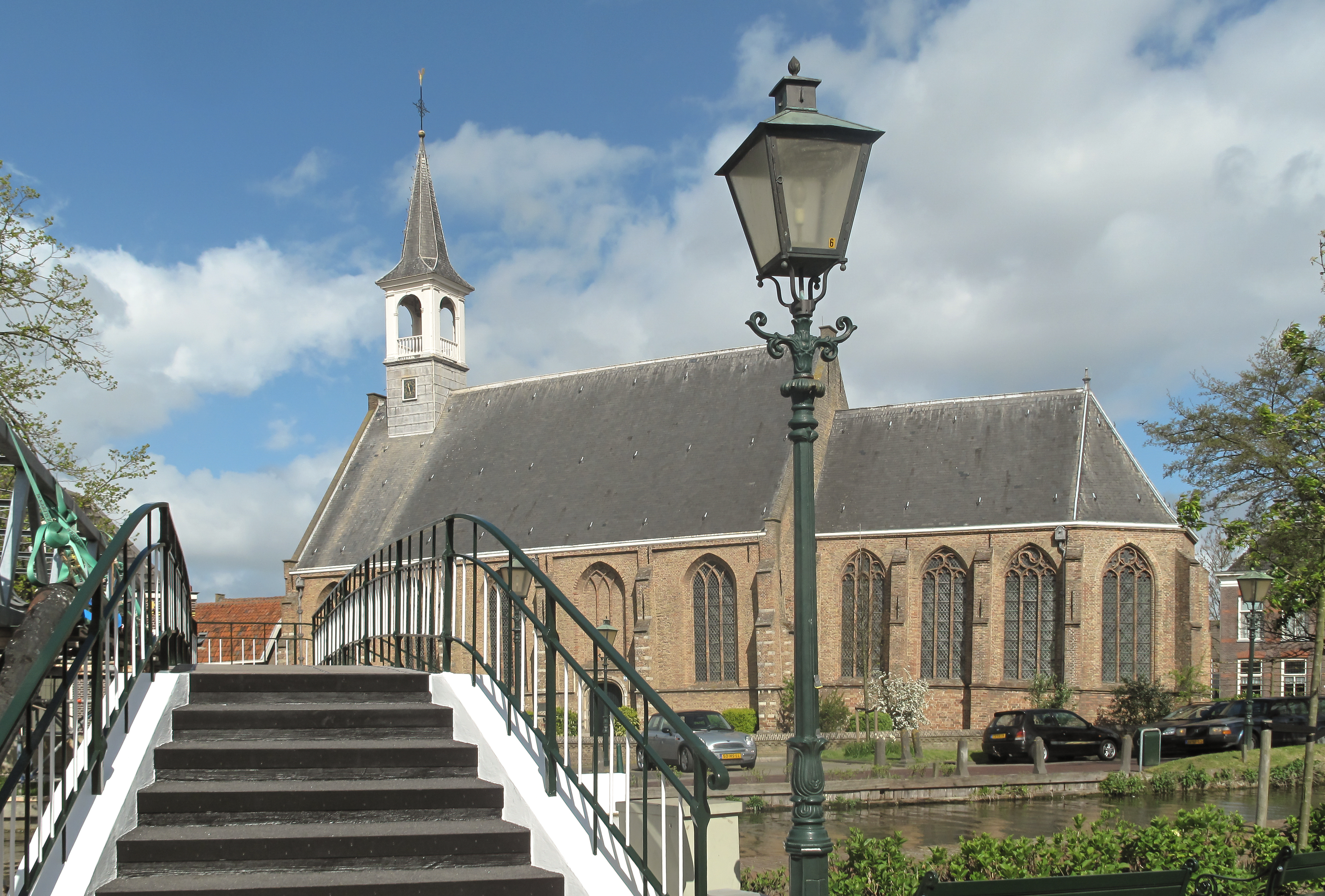
Schipluiden, la iglesia de la calle
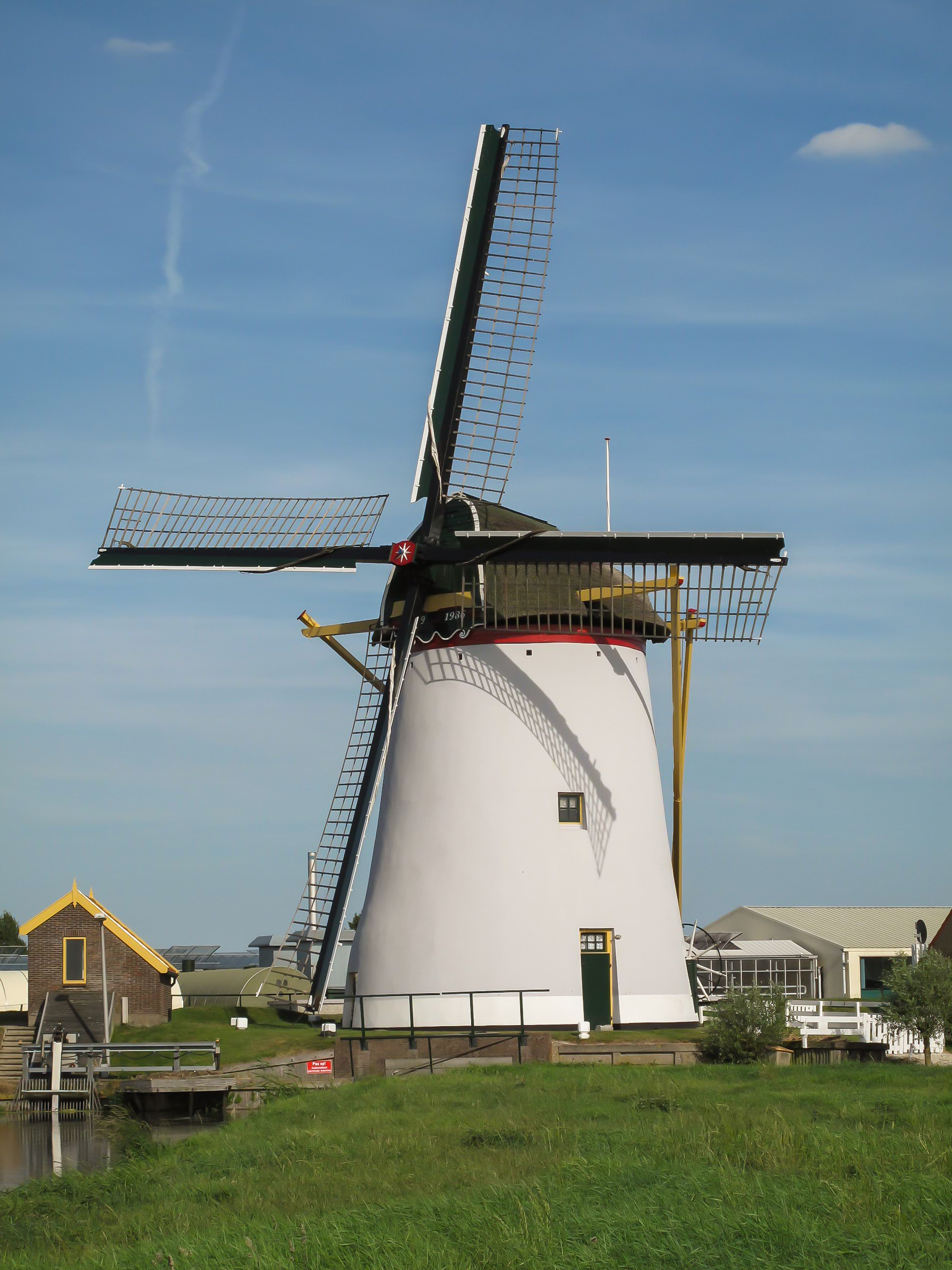
cerca 't Woudt, el molino: Groeneveldse molen
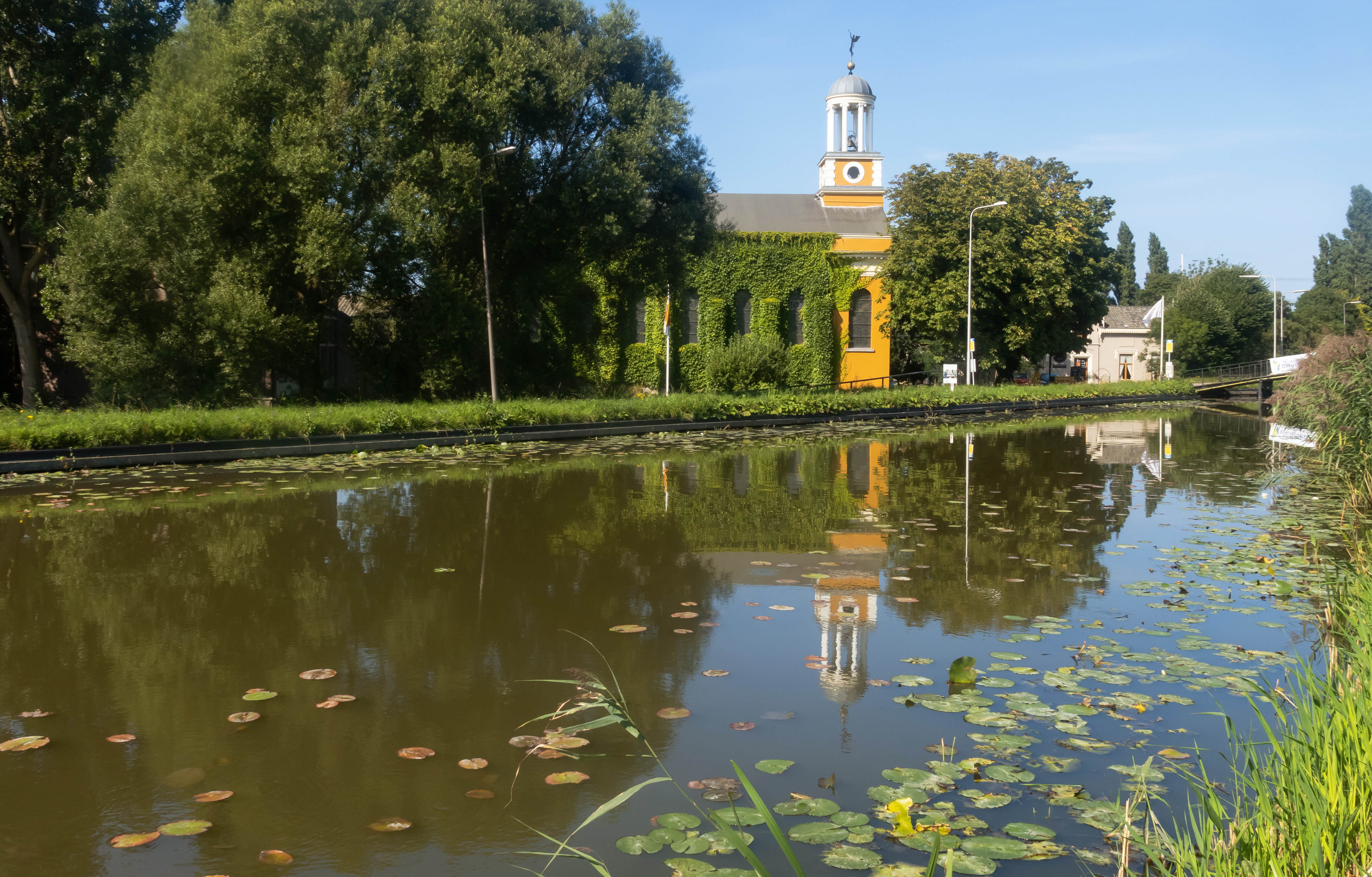
Hodenpijl, la iglesia antigua
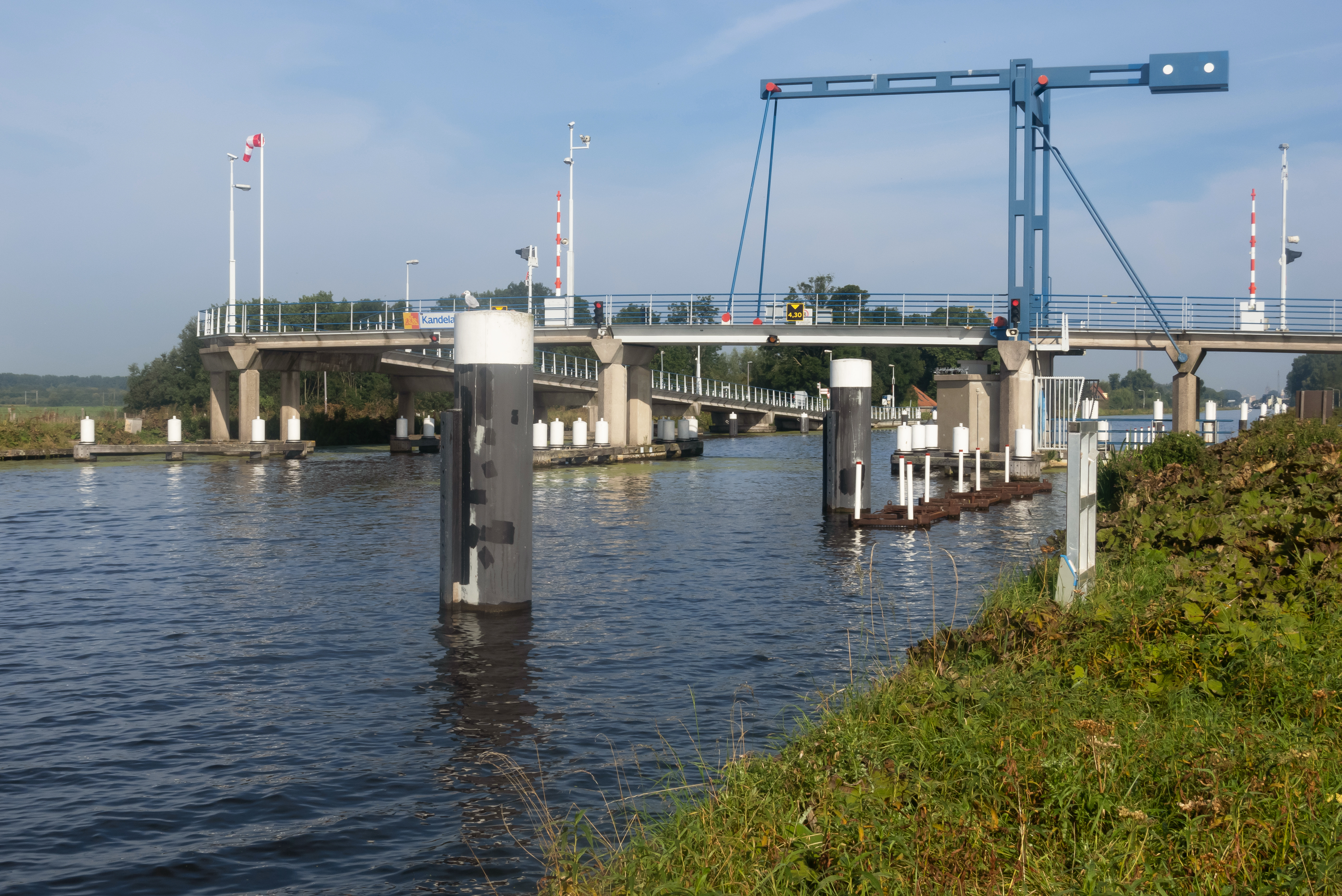
De Zweth, el puente: Kandelaarsbrug